# R.P.M. Rivoluzione per minuto
R.P.M. Rivoluzione per minuto (R. P. M.) è un film del 1970 diretto e prodotto da Stanley Kramer.